# Dicranella papua-palustris
Dicranella papua-palustris är en bladmossart som beskrevs av J.C. Norris och T. Koponen 1990. Dicranella papua-palustris ingår i släktet jordmossor, och familjen Dicranaceae. Inga underarter finns listade i Catalogue of Life.